# Hrabstwo Mercer (Wirginia Zachodnia)
Hrabstwo Mercer (ang. Mercer County) – hrabstwo w stanie Wirginia Zachodnia w Stanach Zjednoczonych. Obszar całkowity hrabstwa obejmuje powierzchnię 420,69 mil² (1089,58 km²). Według szacunków United States Census Bureau w roku 2010 miało 62 264 mieszkańców.
Hrabstwo powstało w 1837 roku. 

## Miasta
- Athens
- Bramwell
- Bluefield
- Matoaka
- Oakvale
- Princeton[4]

## CDP

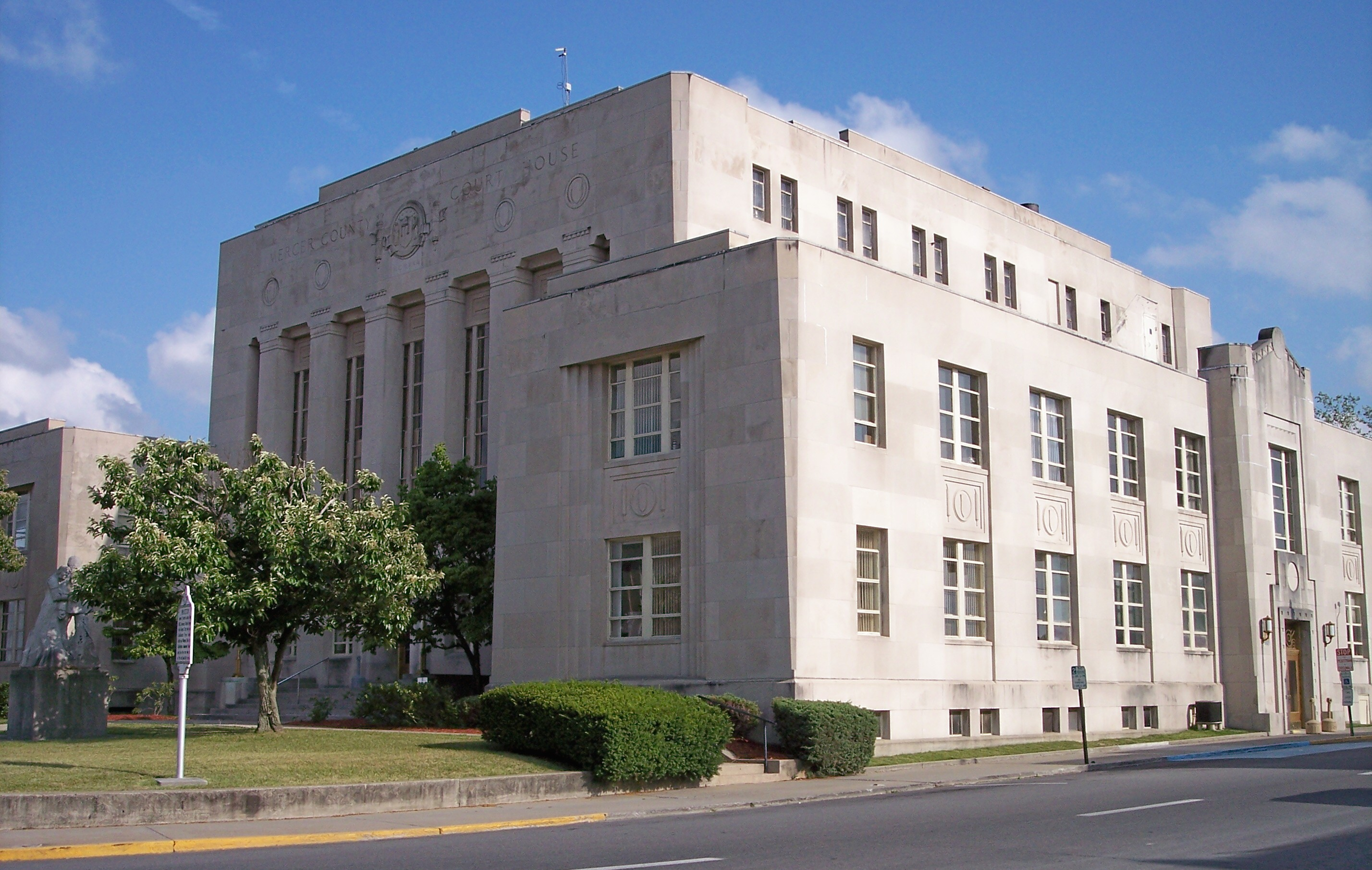
Budynek administracji (courthouse) w Princeton

- Bluewell
- Brush Fork
- Lashmeet
- Montcalm[4]

| Populacja hrabstwa w poprzednich latach | Populacja hrabstwa w poprzednich latach |
| Rok                                     | Liczba ludności                         |
| --------------------------------------- | --------------------------------------- |
| 1980                                    | 73 363                                  |
| 1990                                    | 64 980                                  |
| 2000                                    | 62 980                                  |
| 2010                                    | 62 264                                  |